# FC Dubicko
Football Club Dubicko je český fotbalový klub z obce Dubicko na Šumpersku. Na konci sezóny 2017/18 sestoupil z Přeboru Olomouckého kraje a přihlásil se o dvě soutěže níže do I. B třídy Olomouckého kraje (7. nejvyšší soutěž).
Své domácí zápasy odehrává na stadionu Dubicko.

## Historické názvy
Zdroj: 
- 19?? – TJ Sokol Dubicko (Tělovýchovná jednota Sokol Dubicko)
- 1991 – FC Dubicko (Football Club Dubicko)
- 2016 – FC Dubicko, z.s. (Football Club Dubicko, zapsaný spolek)

## Oddíly klubu v sezoně 2024/25
A tým – Okresní přebor Šumperska

Mladší žáci – Okresní přebor Šumperska
Starší přípravka – Okresní přebor Šumperska

## Soupiska ročník 2024/25
1 Lukáš Krňávek
2 Pavel Horák
3 Marcel Pur
4 Filip Šín
5 David Pobucký
6 Jiří Hajtmar
7 Petr Šťastný
8 David Pospíšil
9 
10 Petr Klos
11 David Richter
12 Tadeáš Žižka
13
14 Jakub Lamr
15 Martin Vepřek
16 Petr Pobucký
20 Antonín Kupka

## Umístění v jednotlivých sezonách
Zdroj: 
Stručný přehled
- 2002–2006: I. A třída Olomouckého kraje – sk. A
- 2006–2007: I. B třída Olomouckého kraje – sk. C
- 2007–2013: Okresní přebor Šumperska
- 2013–2015: I. B třída Olomouckého kraje – sk. C
- 2015–2017: I. A třída Olomouckého kraje – sk. A
- 2017–2018: Přebor Olomouckého kraje
- 2018–2019: I. B třída Olomouckého kraje – sk. C
- 2019–2023: Okresní přebor Šumperska
- 2023–2024: Okresní soutěž Šumperska – sk. B
- 2024–: Okresní přebor Šumperska

Jednotlivé ročníky
Legenda: Z – zápasy, V – výhry, R – remízy, P – porážky, VG – vstřelené góly, OG – obdržené góly, +/- – rozdíl skóre, B – body, červené podbarvení – sestup, zelené podbarvení – postup, fialové podbarvení – reorganizace, změna skupiny či soutěže
| Česko (2002 – ) |                                      |        |    |     |       |    |    |     |     |    |        |
| Sezóny          | Liga                                 | Úroveň | Z  | V   | R     | P  | VG | OG  | +/− | B  | Pozice |
| 2002/03         | I. A třída Olomouckého kraje – sk. A | 6      | 26 | 12  | 5     | 9  | 43 | 43  | 0   | 41 | 7.     |
| 2003/04         | I. A třída Olomouckého kraje – sk. A | 6      | 26 | 10  | 6     | 10 | 48 | 44  | +4  | 36 | 7.     |
| 2004/05         | I. A třída Olomouckého kraje – sk. A | 6      | 26 | 13  | 2     | 11 | 55 | 48  | +7  | 41 | 5.     |
| 2005/06         | I. A třída Olomouckého kraje – sk. A | 6      | 26 | 4   | 5     | 17 | 32 | 71  | −39 | 17 | 14.    |
| 2006/07         | I. B třída Olomouckého kraje – sk. C | 7      | 26 | 5   | 5     | 16 | 31 | 77  | −46 | 20 | 14.    |
| 2007/08         | Okresní přebor Šumperska             | 8      | 26 | 12  | 4     | 10 | 43 | 39  | +4  | 40 | 4.     |
| 2008/09         | Okresní přebor Šumperska             | 8      | 26 | 10  | 9     | 7  | 51 | 38  | +13 | 39 | 6.     |
| 2009/10         | Okresní přebor Šumperska             | 8      | 26 | 10  | 4     | 12 | 48 | 41  | +7  | 34 | 7.     |
| 2010/11         | Okresní přebor Šumperska             | 8      | 26 | 9   | 4     | 13 | 50 | 46  | +4  | 31 | 8.     |
| 2011/12         | Okresní přebor Šumperska             | 8      | 26 | 11  | 6     | 9  | 51 | 31  | +20 | 39 | 7.     |
| 2012/13         | Okresní přebor Šumperska             | 8      | 26 | 20  | 5     | 1  | 80 | 29  | +51 | 65 | 1.     |
| 2013/14         | I. B třída Olomouckého kraje – sk. C | 7      | 26 | 9   | 6     | 11 | 49 | 60  | −11 | 33 | 8.     |
| 2014/15         | I. B třída Olomouckého kraje – sk. C | 7      | 26 | 15  | 9     | 2  | 65 | 34  | +31 | 54 | 1.     |
| 2015/16         | I. A třída Olomouckého kraje – sk. A | 6      | 26 | 9   | 3     | 14 | 56 | 67  | −11 | 30 | 10.    |
| 2016/17         | I. A třída Olomouckého kraje – sk. A | 6      | 26 | 18  | 2 / 2 | 4  | 76 | 45  | +31 | 60 | 2.     |
| 2017/18         | Přebor Olomouckého kraje             | 5      | 26 | 6   | 1 / 4 | 15 | 29 | 83  | −54 | 24 | 13.    |
| 2018/19         | I. B třída Olomouckého kraje – sk. C | 7      | 26 | 1   | 1     | 24 | 13 | 103 | −90 | 4  | 14.    |
| 2019/20         | Okresní přebor Šumperska             | 8      | 14 | 3/1 | 2     | 10 | 16 | 32  | -16 | 13 | 12.    |
| 2020/21         | Okresní přebor Šumperska             | 8      | 10 | 5   | 0     | 5  | 14 | 22  | -8  | 13 | 9.     |
| 2021/22         | Okresní přebor Šumperska             | 8      | 26 | 11  | 4     | 11 | 50 | 47  | +3  | 39 | 7.     |
| 2022/23         | Okresní přebor Šumperska             | 8      | 17 | 6   | 2     | 9  | 35 | 43  | -8  | 21 | 12.    |
| 2023/24         | Okresní soutěž Šumperska – sk. B     | 9      | 16 | 12  | 2     | 2  | 69 | 13  | +56 | 40 | 1.     |
| 2024/25         | Okresní přebor Šumperska             | 8      | 26 | 10  | 3     | 13 | 50 | 73  | −23 | 33 | 8.     |

Poznámky:
- Od ročníku 2016/17 včetně se hraje v Olomouckém kraji tímto způsobem: Pokud zápas skončí nerozhodně, kope se penaltový rozstřel. Jeho vítěz bere 2 body, poražený pak jeden bod. Za výhru po 90 minutách jsou 3 body, za prohru po 90 minutách není žádný bod.
- 2016/17: Postoupilo rovněž vítězné mužstvo TJ Slovan Černovír.
- Ročníky 2019/20 a 2020/21 nedohrány z důvodu pandemie nemoci covid-19.

## FC Dubicko „B“
FC Dubicko „B“ byl rezervním týmem Dubicka, který hrál v sezonách 2015/16 – 2017/18 v okresních soutěžích.

### Umístění v jednotlivých sezonách
Stručný přehled
- 2015–2016: Okresní soutěž Šumperska – sk. B
- 2016–: Okresní přebor Šumperska

Jednotlivé ročníky
Legenda: Z – zápasy, V – výhry, R – remízy, P – porážky, VG – vstřelené góly, OG – obdržené góly, +/- – rozdíl skóre, B – body, červené podbarvení – sestup, zelené podbarvení – postup, fialové podbarvení – reorganizace, změna skupiny či soutěže
| Česko (2015 – 2018) |                                  |        |    |    |       |    |    |    |     |    |        |
| Sezóny              | Liga                             | Úroveň | Z  | V  | R     | P  | VG | OG | +/− | B  | Pozice |
| 2015/16             | Okresní soutěž Šumperska – sk. B | 9      | 16 | 14 | 0     | 2  | 60 | 26 | +34 | 42 | 1.     |
| 2016/17             | Okresní přebor Šumperska         | 8      | 30 | 9  | 3     | 18 | 47 | 81 | −34 | 30 | 13.    |
| 2017/18             | Okresní přebor Šumperska         | 8      | 30 | 7  | 2 / 3 | 18 | 48 | 79 | −31 | 28 | 14.    |

Poznámky:
- Od ročníku 2017/18 včetně se hraje v okresu Šumperk tímto způsobem: Pokud zápas skončí nerozhodně, kope se penaltový rozstřel. Jeho vítěz bere 2 body, poražený pak jeden bod. Za výhru po 90 minutách jsou 3 body, za prohru po 90 minutách není žádný bod.